# Nailbomb
Nailbomb — метал-группа, совместный сайд-проект бывшего гитариста и вокалиста группы Sepultura Макса Кавалеры и вокалиста Алекса Ньюпорта из Fudge Tunnel, существовавший в 1993–1995 годах.
За период существования группой было записано два альбома: один студийный — Point Blank и один концертный — Proud to Commit Commercial Suicide. В записях альбомов принимали также участие брат Макса Игорь Кавалера (ударные) и гитарист группы Fear Factory Дино Касарес, а также Эвэн Сэйнфелд, Д. Х. Пелигро и Рис Фульбер. Альбом Point Blank был переиздан в 2004 году.

## История
Nailbomb пригласил в качестве гостей разных музыкантов, в том числе Д.Х. Пелигро (Dead Kennedys), брата Макса Кавалеры Игоря Кавалеру (соучредителя Sepultura) и гитариста Дино Казареса (соучредитель и гитарист Fear Factory), на басу группу поддерживал Эван Сейнфилд из Biohazard на фестивале Dynamo 95. Второй альбом Nailbomb, Proud to Committee Commercial Suicide, был концертной записью, запечатлевшей выступление группы на фестивале Dynamo Open Air 1995 года в Эйндховене, Нидерланды.
Проект был в значительной степени заброшен на протяжении более двух десятилетий, и группа не собиралась когда-либо воссоединяться или выпускать какой-либо новый материал, пока Кавалера не объявил в апреле 2017 года, что он сыграет весь "Point Blank" в туре со своей группой Soulfly. Ньюпорт не участвовал в выступлениях, сославшись в качестве причины на свой плотный график. Вместо этого Кавалера пригласил своего сына Игоря Кавалеру-младшего, который ранее гастролировал в качестве басиста и бэк-вокалиста Soulfly, для исполнения вокальных и клавишных партий Ньюпорта.

## Участники
Формальный состав
- Макс Кавалера — (Sepultura, Soulfly, Cavalera Conspiracy) вокал, гитара, бас, семплы
- Алекс Ньюпорт — (Fudge Tunnel, Theory of Ruin) гитара, бас, вокал, клавишные

Гостевые участники
- Игорь Кавалера — (Sepultura, Soulfly, Cavalera Conspiracy) студийные и «живые» ударные
- Андреас Киссер — (Sepultura) студийная гитара
- Дино Касарес — (Fear Factory, Brujeria, Divine Heresy) студийная гитара
- Д. Х. Пелигро — (Dead Kennedys) «живые» ударные
- Evan Seinfeld — (Biohazard, Damnocracy) — «живая» бас-гитара
- Рис Фульбер — (Front Line Assembly, Delerium) «живые» клавишные
- Barry C. Schneider — (Tribe After Tribe) – ударные
- Scoot — (Doom) - бас
- Dave Edwardson — (Neurosis) - бас, бэк вокал
- Richie Cavalera — (Incite) – ритм гитара
- Christian Olde Wolbers — (Fear Factory) – бас в первом шоу

## Дискография
- Point Blank (студийный альбом, 1994)
- Proud to Commit Commercial Suicide (концертный альбом, 1995)
- Live at Dynamo (концертный DVD, 2005)
- 1000% Hate (сборник, 2023)